# Kommunalka

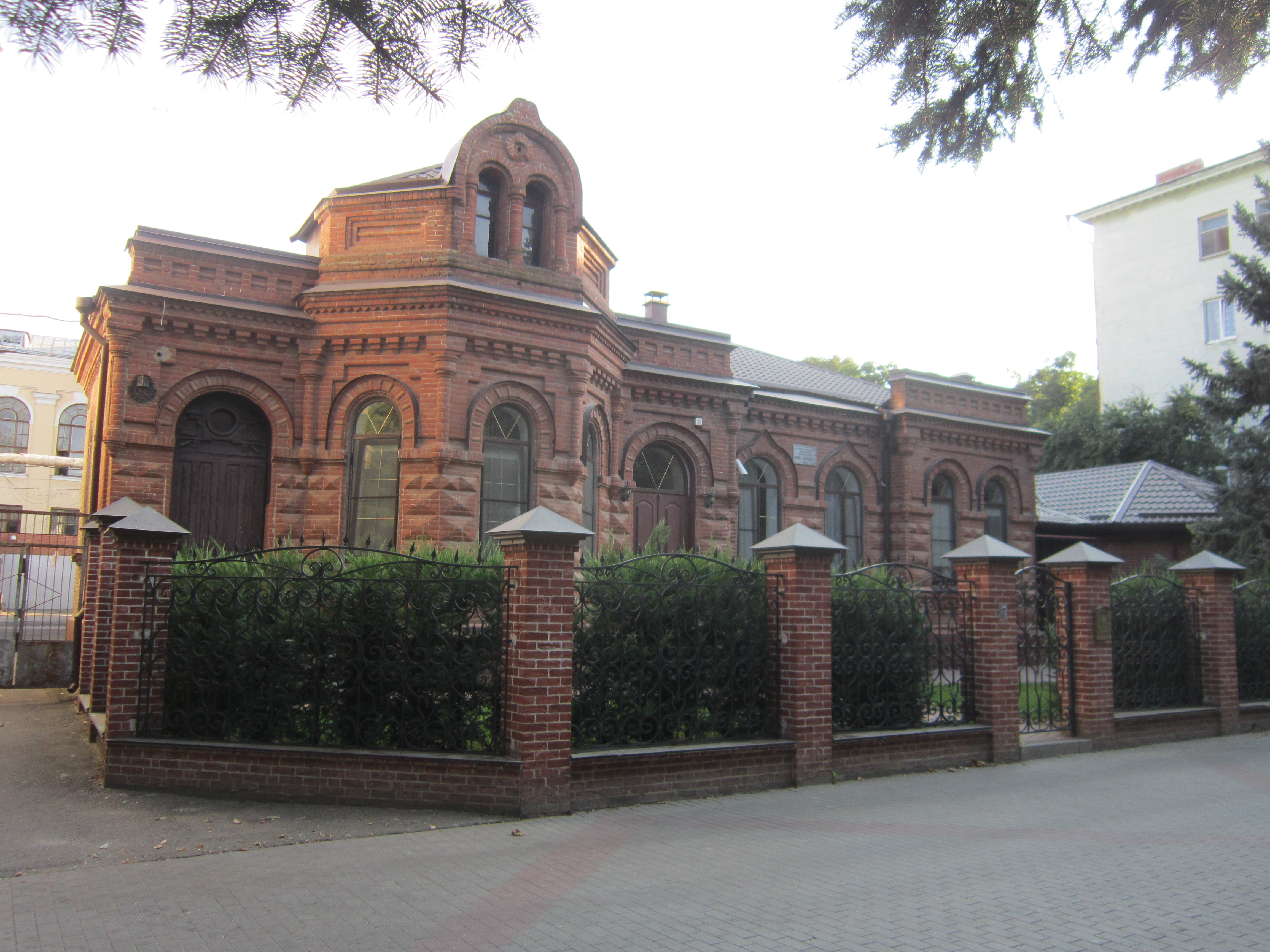
Casa dell'avvocato Anton Romanovich Yalovoy a Krasnodar, che era stata trasformata in una kommunalka.

Le Kommunalka (in russo коммунальная квартира?, kommunal'naya kvartira) sono appartamenti comunitari in cui diverse persone o famiglie non imparentate vivono in stanze isolate ma condividono aree comuni come cucina, doccia e servizi igienici. Quando i bolscevichi salirono al potere nel 1917 dopo la Rivoluzione d'Ottobre, per far fronte alla carenza di alloggi, nazionalizzarono i lussuosi condomini delle persone ricche per metterli a disposizione delle persone meno abbienti.
Il termine Kommunalka è emerso specificamente nell'Unione Sovietica, le kommunalka sono diventate la forma predominante di alloggio per generazioni. Gli appartamenti comunitari avrebbero dovuto rappresentare una soluzione temporanea e sono stati gradualmente eliminati in molte città del Paese. A causa però dello scoppio della seconda guerra mondiale, del grande afflusso di popolazione dalle campagne e della mancanza di investimenti in nuove abitazioni, le kommunalka esistono ancora in alcune ex città sovietiche, come San Pietroburgo.

## Storia

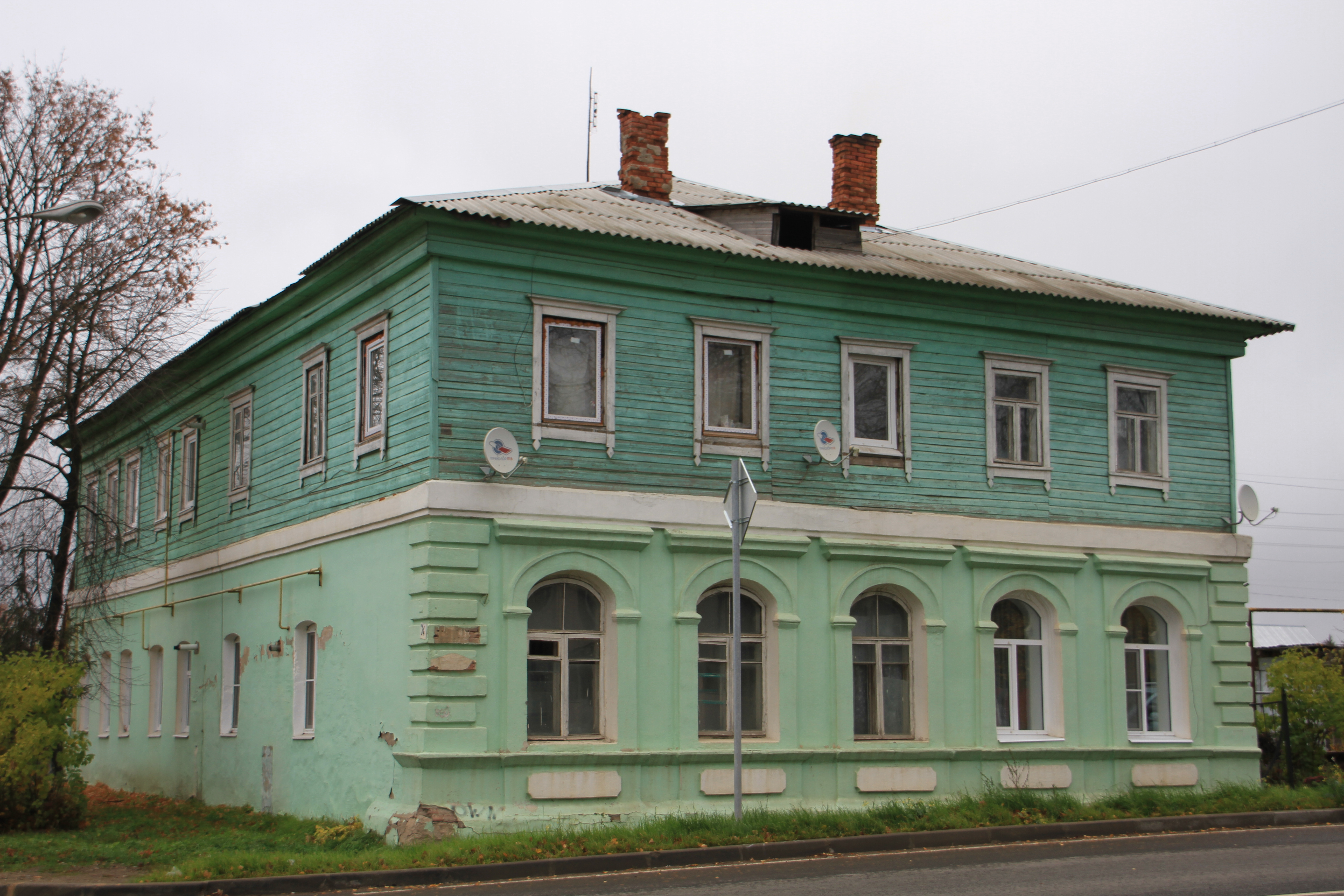
Una villa a Medyn, nell'oblast di Kaluga, trasformato in diverse kommunalka

I primi appartamenti comunitari apparvero all'inizio del XVIII secolo, quando gli alloggi in affitto vennero suddivisi dai proprietari in "angoli", spesso minuscole abitazioni attraversabili. A partire dalla metà del XIX secolo il numero di tali appartamenti aumentò drasticamente. Di solito erano costituite da unità composte da tre o sei stanze. Nel XX secolo, l'Unione Sovietica ha avviato "un'intensiva industrializzazione e urbanizzazione", passando dall'80% della popolazione che viveva in villaggi e città rurali al tempo della Rivoluzione, a quasi la stessa percentuale che viveva nelle città negli anni Novanta. La povertà e la collettivizzazione spinsero la gente ad abbandonare le campagne e a trasferirsi in città per via dell'industrializzazione dell'economia. Questo esodo ha messo un'enorme pressione sulle sistemazioni abitative urbane esistenti. Gli appartamenti comunitari erano una risposta alla crisi abitativa e molti li consideravano un passo avanti rispetto alle alternative delle comunità abitative, degli ostelli e delle caserme.
Poco dopo la Rivoluzione d'Ottobre, Vladimir Lenin concepì l'appartamento comunitario e redasse un piano per "espropriare e risistemare gli appartamenti privati". Il suo piano ispirò molti architetti ad avviare progetti di edilizia abitativa comunitaria, per creare una "topografia rivoluzionaria". L'appartamento comunitario era rivoluzionario perché "univa diversi gruppi sociali in un unico spazio fisico". Inoltre, l'alloggio apparteneva al governo e alle famiglie veniva assegnato un numero estremamente ridotto di metri quadrati ciascuna.
Dopo la morte di Stalin nel 1953, Chruščëv "avviò una campagna di edilizia popolare di massa" per eliminare la persistente carenza di alloggi e creare appartamenti privati per i residenti urbani. Questa campagna fu una risposta alla richiesta popolare di "migliori condizioni di vita, alloggi monofamiliari e maggiore privacy"; Chruščëv credeva che concedere alle persone appartamenti privati avrebbe dato loro un maggiore entusiasmo per il sistema comunista in vigore e che migliorare gli atteggiamenti e le condizioni di vita delle persone avrebbe portato a una forza lavoro più sana e produttiva. Tuttavia, le nuove abitazioni, soprannominate "Chruščëvka", vennero costruite rapidamente, privilegiando la quantità rispetto alla qualità.

## Vita

### Disposizione

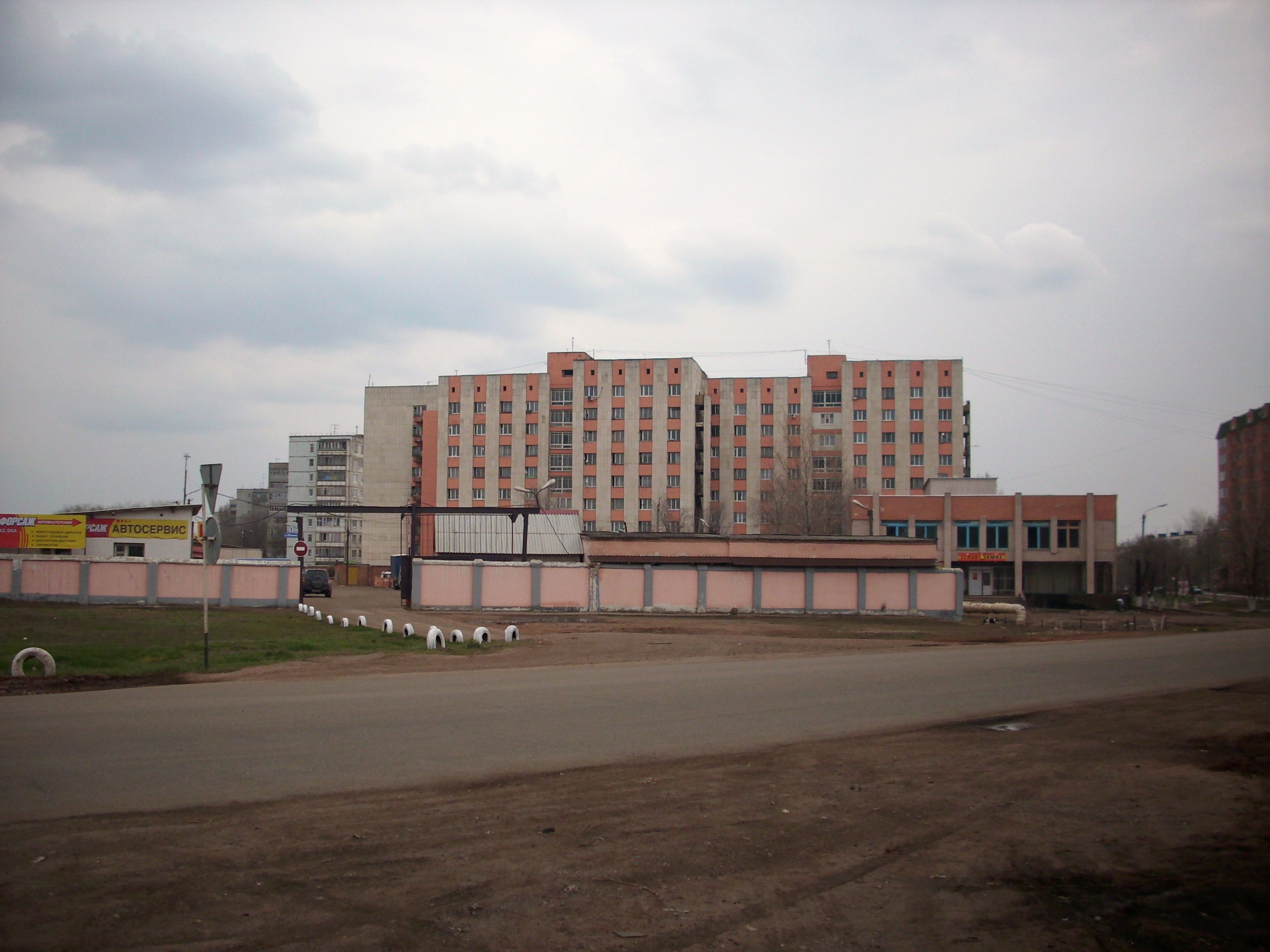
Edificio con appartamenti comuni a Orenburg, Russia

Lo spazio negli appartamenti comunitari era suddiviso in spazi comuni e stanze private "in modo matematico o burocratico", con poca o nessuna attenzione allo spazio fisico delle strutture esistenti. La maggior parte degli appartamenti erano suddivisi in modo disfunzionale, creando "spazi strani, lunghi corridoi e cosiddetti ingressi neri attraverso cortili interni labirintici".
Gli inquilini avrebbero dovuto condividere la cucina, il bagno e i corridoi, ma anche questi spazi potevano essere divisi. Ad esempio, ogni famiglia potrebbe avere il proprio tavolo da cucina, fornello a gas, campanello e persino interruttore della luce, preferendo percorrere il corridoio per usare il proprio interruttore della luce per accendere le luci del bagno piuttosto che usare un interruttore più vicino appartenente a un altro residente. I corridoi erano spesso scarsamente illuminati, perché ogni famiglia aveva il controllo di una delle luci appese nel corridoio e la accendeva solo per il proprio tornaconto. Sebbene gli appartamenti comuni fossero relativamente piccoli, a volte i residenti dovevano aspettare per usare il bagno o il lavandino della cucina. La cucina era il luogo principale in cui i residenti interagivano tra loro e programmavano le responsabilità condivise. Temendo i furti, i residenti raramente lasciavano la spesa in cucina, a meno che non mettessero dei lucchetti ai mobili della cucina. Tuttavia, spesso conservavano i loro articoli da toeletta in cucina anziché in bagno, perché gli altri residenti potevano usare più facilmente gli oggetti lasciati incustoditi in bagno. La biancheria veniva lasciata ad asciugare sia in cucina che in bagno.

### Dinamiche sociali
L'appartamento comunitario era l'unica sistemazione abitativa nell'Unione Sovietica in cui i residenti non avevano "alcuna ragione particolare di vivere insieme". Altre forme di vita comunitaria erano basate sul tipo di lavoro o altre comunanze, ma i residenti dell'appartamento comunitario venivano sistemati insieme in modo casuale, come risultato della distribuzione di uno spazio abitativo scarso da parte di un organo di governo. Questi residenti avevano scarso impegno nella vita in comune o tra loro. Nonostante la natura casuale della loro convivenza, i residenti dovevano destreggiarsi nella vita in comune, il che richiedeva responsabilità condivise e affidamento reciproco. Gli orari dei turni erano affissi in cucina o nei corridoi e solitamente assegnavano a una famiglia il compito di essere "in servizio" in un dato momento. La famiglia in servizio sarà responsabile della pulizia degli spazi comuni, spazzando e lavando la cucina ogni pochi giorni, pulendo il bagno e portando fuori la spazzatura. La durata del tempo in cui una famiglia era programmata per lavorare dipendeva solitamente dalle dimensioni della famiglia stessa e la rotazione seguiva l'ordine delle stanze nell'appartamento.
Gli inquilini degli appartamenti comuni sono "come una famiglia per certi aspetti e come degli estranei per altri". I vicini erano costretti a interagire tra loro e sapevano quasi tutto l'uno dell'altro, i loro orari e le loro routine quotidiane, la professione, le abitudini, le relazioni e le opinioni, impedendo qualsiasi senso di privacy nell'appartamento comune. Una donna che viveva in una kommunalka ha descritto la sua esperienza di vita comunitaria, "sia intima che pubblica, con un misto di disinvoltura e timore in presenza di estranei e vicini".
La cucina comune era il fulcro della vita comunitaria nell'appartamento: pettegolezzi, bugie, diffamazioni, notizie, drammi e brutte battute. Negli appartamenti comuni lo spionaggio era particolarmente diffuso come in nessun altro luogo, perché gli spazi in cui le persone vivevano erano estremamente angusti e tutti sentivano le cose degli altri. Non era insolito che un vicino guardasse o ascoltasse nella stanza di un altro residente o nella sala comune e spettegolasse sugli altri.
La teorica culturale Svetlana Boym ha affermato che l'appartamento comune era "un terreno fertile per informatori della polizia". Alcune persone ricorrevano alla denuncia dei loro vicini per la convinzione nella lotta contro elementi contrari al governo sovietico, altre per ottenere la loro stanza nel caso fosse imprigionato. Alcune persone sceglievano di sposarsi semplicemente per potersi trasferire in un appartamento più grande. Un modo in cui le famiglie riuscirono a migliorare le loro condizioni di vita fu quello di "scambiare" i loro alloggi. Se una famiglia fosse separata dal divorzio, potrebbe scambiare gli spazi, ad esempio si potrebbe sostituire un grande spazio con due unità più piccole per ospitare una famiglia. Come risultato di tutti questi problemi irrisolvibili, molti degli ex residenti degli appartamenti comunitari ricordano con affetto o con negatività la loro esperienza di vita comunitaria, anche se ci sono alcune persone che hanno nostalgia di quello stile di vita.
Lo storico Yuri Kruzhnov ha affermato che le kommunalka "generano un certo tipo di psicologia. Non era raro che le persone si rifiutassero di andarsene perché avevano bisogno della compagnia e dell'interazione che derivavano dal vivere in un posto del genere, persino dell'antagonismo e dell'adrenalina", ma oggigiorno la maggior parte dei residenti ha un atteggiamento negativo nei confronti degli appartamenti comunitari.

## Curiosità
- Uno dei conflitti nel romanzo satirico Cuore di cane sono i tentativi di un comitato interno di "compattare" l'ampio appartamento del professor Preobrazenskij.
- La coabitazione, un film muto sovietico del 1918.
- Nel romanzo satirico The Little Golden Calf viene descritta una kommunalka chiamata "Orda del Corvo" ("voronya slobodka").
- Ninotchka, un film commedia statunitense del 1939, racconta la vita nelle kommunalka.
- La popolare frase di Voland sui moscoviti sovietici tratta da Il maestro e Margherita di Michail Bulgakov allude alla dura vita nelle kommunalka: "Sono persone come tutte le altre...<>...In generale, ricordano quelle di un tempo... solo che il problema degli alloggi le ha corrotte".[17]
- Il poeta russo-americano Iosif Aleksandrovič Brodskij trasse ispirazione dalla vita nelle kommunalka.[2]
- L'appartamento di cinque stanze di Grigorij Rasputin fu trasformato in una kommunalka.[3]
- Vladimir Putin è cresciuto in una kommunalka a Leningrado (San Pietroburgo).[18]